# Lissotesta conoidea
Lissotesta conoidea är en snäckart som beskrevs av Powell 1937. Lissotesta conoidea ingår i släktet Lissotesta och familjen Skeneidae. Inga underarter finns listade i Catalogue of Life.